# Никола Юн
Никола Юн (на английски: Nicola Yoon) е ямайско-американска писателка на бестселъри в жанра съвременен роман и драма.

## Биография и творчество
Никола Юн е родена на 1 октомври 1972 г. в Ямайка. Отраства в Ямайка и Бруклин. Получава бакалавърска степен по електротехника в колежа. По време на следването си посещава курс по творческо писане и прави опити да пише. След дипломирането си посещава магистърската програма по творческо писане в колежа „Емерсън“.
В продължение на двадесет години работи като програмист за фирми за управление на инвестиции. Прави и бижута чрез собствената си дизайнерска компания.
Вдъхновява се за първата си книга след раждането на дъщеря си, която е мултирасова, защото съпругът ѝ графичният дизайнер Дейвид Юн има корейски произход. Пише я в продължение на три години паралелно с работата си.
Книгата ѝ „Всичко, всичко“ е публикувана през 2015 г. Главната героиня е с рядкото заболяване – тежък комбиниран имунодефицит (ТКИД), което изисква строг домашен режим, а единствените хора, с които общува са майка ѝ и медицинската сестра. Но един ден идват нови съседи и техният син Оли, което изцяло я променя и тя иска всичко от околния свят. Книгата става бестселър и я прави известна. През 2017 г. романът е екранизиран в едноименния филм с участието на Аманда Стенберг, Ник Робинсън и Аника Нони Роуз
Втората ѝ книга „Слънцето също е звезда“ е публикувана през 2016 г. В него се срещат реалистката Наташа и мечтателя Дейниъл. Семейството ѝ ще бъде депортирано, а той е влюбен в нея. Книгага става бестселър №1 на „Ню Йорк Таймс“.
Никола Юн живее със семейството си в Лос Анджелис.

## Произведения

### Самостоятелни романи
- Everything, Everything (2015)
Всичко, всичко, изд.: ИК „Ибис“, София (2016), прев. Вера Паунова
- The Sun Is Also a Star (2016)
Слънцето също е звезда, изд.: ИК „Ибис“, София (2017), прев. Вера Паунова

### Сборници
- Meet Cute (2018) – с Дженифър Л. Армстроут, Сона Чарайпотра, Дониели Клейтън, Кейти Кодунко, Джоселин Дейвис, Нина Лакур, Емири Лорд, Катрин Макгий, Кас Морган, Джули Мърфи, Мередит Русо и Сара Шепард

### Разкази
- The Man in the Moon
- Prototype

### Екранизации
- 2017 Всичко, всичко, Everything, Everything